# Antheraeopsis formosana
Antheraeopsis formosana is een vlinder uit de familie van de nachtpauwogen (Saturniidae). De wetenschappelijke naam van de soort is, als Antheraea formosana, voor het eerst geldig gepubliceerd in 1937 door Sonan.